# Hartmann Goertz
Hartmann Goertz (* 25. September 1907 in Nakel an der Netze; † 1991) war ein deutscher Verlagslektor, Essayist, Hörspielautor und literarischer Übersetzer.

## Leben und Werk
Goertz studierte in Tübingen, Paris, Wien, Berlin und schließlich in Greifswald, wo er 1931 zum Thema Rainer Maria Rilke und Frankreich promoviert wurde. Von 1932 bis 1937 war Goertz Lektor im S. Fischer Verlag in Berlin, von 1938 bis 1948 Cheflektor des Wolfgang Krüger Verlags in Hamburg. Zusammen mit Wolfgang Krüger und Heinrich Scheffler betrieb er 1947 bis 1949 den Aldus-Verlag (Diez an der Lahn). Seit 1949 war er Leiter der Hörspieldramaturgie im Hessischen Rundfunk in Frankfurt am Main.
Er machte sich auch als Herausgeber deutschen Volksguts wie Küchenlieder oder Kinderreime verdient. Eine Auswahl seiner „Lieder aus der Küche“ stellte er auch für eine Schallplattenreihe zusammen, für die er den von Eduard Marks gesprochenen Text schrieb. Außerdem lieferte er die Idee und schrieb den Text für eine weitere Schallplatte nach einem seiner Bücher (Lieder aus der Gartenlaube). Auf dieser fungierte Uwe Friedrichsen als Sprecher.
Goertz lebte mit seiner Frau Marianne in Gstadt am Chiemsee. Hartmann Goertz und seine Frau Marianne waren mit Heimito von Doderer seit 1951 gut bekannt, die freundschaftliche Beziehung zwischen ihnen bestand bis zum Lebensende von Doderer. So begleitete Goertz Doderer auf einigen Vortragsfahren nach Deutschland (München, Hamburg, Frankfurt) und sie traten auch gemeinsam im Hessischen Rundfunk auf. 1966 machte Hartmann Goertz mit Doderer einen letzten Ausflug nach Linz zu einem Vortrag im dortigen Volksheim; auf der Rückfahrt machten sie bei der Ruine Aggstein Fotos, die zeigen, wie schwer krank Doderer bereits war. Harmund Goertz war übrigens der nächste Liebhaber der Dorothea Zeemann, die davor mit Doderer eine intensive Beziehung hatte.

## Werke
- Frankreich und das Erlebnis der Form im Werke Rainer Maria Rilkes. Metzler, Stuttgart 1932.
- Vom Wesen der deutschen Lyrik. Verlag Die Runde, Berlin 1935.

Dramen:
- Wohltat und Dr. Ast. 1946.
- Das Institut des Herrn Maillard. 1948.
- Das Leben kein Traum. 1951.

Herausgeber:
- Bettina in ihren Briefen. Insel-Verlag, Leipzig 1935.
- Lieder aus der Küche. Perlen vergessener Poesie. Ehrenwirth Verlag, München 1957.
- Ernst, ach Ernst, was du mir alles lernst. Berliner Lieder durch ein Jahrhundert. Ehrenwirth Verlag, München 1959.
- Rosen auf den Weg gestreut. Lieder aus der Gartenlaube. Ehrenwirth Verlag, München 1960.
- Alte Wiener Lieder. Immergrüne Melodien mit Noten, Texten und Bildern zum Kranz gebunden. Ehrenwirth Verlag, München 1960.
- Preußens Gloria. 66 Jahre deutscher Politik 1848–1914 in zeitgenössischer Satire und Karikatur. Nymphenburger, München 1962.
- Mariechen saß weinend im Garten. 171 Lieder aus der Küche. Ehrenwirth Verlag, München 1963.
  - Taschenbuchausgabe unter dem Titel: Wie tut mir mein Herze bluten. Lieder aus der Küche. dtv, München 1965.
- Kinderlieder, Kinderreime. Verlag Carl Ueberreuter, Wien/Heidelberg 1973, ISBN 3-8000-1641-9.
- mit Gerlinde Haid: Die schönsten Lieder Österreichs. Verlag Carl Ueberreuter, Wien/Heidelberg 1979, ISBN 3-8000-3153-1.

Übersetzer:
- André Fraigneau: Der Unwiderstehliche. Roman einer Jugend. Fischer, Berlin 1936.